# Shawn Roberts
Shawn Roberts (Stratford, 4 aprile 1984) è un attore canadese.
È noto per i ruoli interpretati in film horror fantascientifici quali La terra dei morti viventi, Le cronache dei morti viventi e alcuni della serie Resident Evil, quali Resident Evil: Afterlife, Resident Evil: Retribution e Resident Evil: The Final Chapter in cui interpreta il diabolico Albert Wesker.

## Filmografia parziale

### Cinema
- X-Men, regia di Bryan Singer (2000)
- Detention - Duro a morire, regia di Sidney J. Furie (2003)
- La terra dei morti viventi, regia di George A. Romero (2005)
- Il ritorno della scatenata dozzina, regia di Adam Shankman (2005)
- Blood Angels, regia di Ron Oliver (2005)
- Le cronache dei morti viventi, regia di George A. Romero (2007)
- Left for Dead, regia di Christopher Harrison (2007)
- Una notte con Beth Cooper, regia di Chris Columbus (2009)
- Fuori controllo, regia di Martin Campbell (2010)
- Percy Jackson e gli dei dell'Olimpo: Il ladro di fulmini, regia di Chris Columbus (2010)
- Resident Evil: Afterlife, regia di Paul W. S. Anderson (2010)
- Wyatt Earp - La leggenda (Wyatt Earp's Revenge), regia di Michael Feifer (2012)
- Resident Evil: Retribution, regia di Paul W. S. Anderson (2012)
- La cucina del cuore, regia di Ron Oliver (2014)
- Finché neve non ci separi, regia di Dylan Pearce (2015)
- Resident Evil: The Final Chapter, regia di Paul W. S. Anderson (2016)

### Televisione
- Piccoli brividi – serie TV, 2 episodi (1997)
- Ricomincio da ieri (I Do, I Do, I Do), regia di Ron Oliver – film TV (2015)
- La guerra dei matrimoni (Ms. Matched), regia di Mark Jean – film TV (2016)
- Undercover Angel - Un angelo dal cielo (Undercover Angel), regia di Steven Monroe – film TV (2017)

## Doppiatori italiani
Nelle versioni in italiano delle opere in cui ha recitato, Shawn Roberts è stato doppiato da:
- David Chevalier in Stone Cold - Caccia al serial killer, Una notte con Beth Cooper, Wyatt Earp - La leggenda
- Massimo Rossi in Resident Evil: Afterlife, Resident Evil: Retribution, Resident Evil: The Final Chapter
- Fabrizio Manfredi in Fuori controllo
- Emiliano Coltorti in Supernatural
- Luca Marinelli in Falcon Beach
- Simone D'Andrea in Piccoli brividi
- Massimiliano Alto in X-Men
- Simone Crisari in Sea People
- Andrea Lavagnino in Le cronache dei morti viventi
- Marco Vivio in Degrassi Junior High
- Federico Talocci in Una ragazza quasi perfetta
- Fabrizio Odetto in Vado, vedo e vengo - Un viaggio tutte curve
- Mattia Ward in Broken Trust - Fiducia tradita